# جو گرش
جو گرش (به انگلیسی: Joe Grech) (زادهٔ ۹ فوریهٔ ۱۹۳۴ – درگذشتهٔ ۳۰ دسامبر ۲۰۲۴) خواننده اهل مالت بود.
او نماینده مالت در یوروویژن ۱۹۷۱ بود.
 گرش در ۳۰ دسامبر ۲۰۲۴، در سن ۹۰ سالگی درگذشت.